# Manfred Schlüter

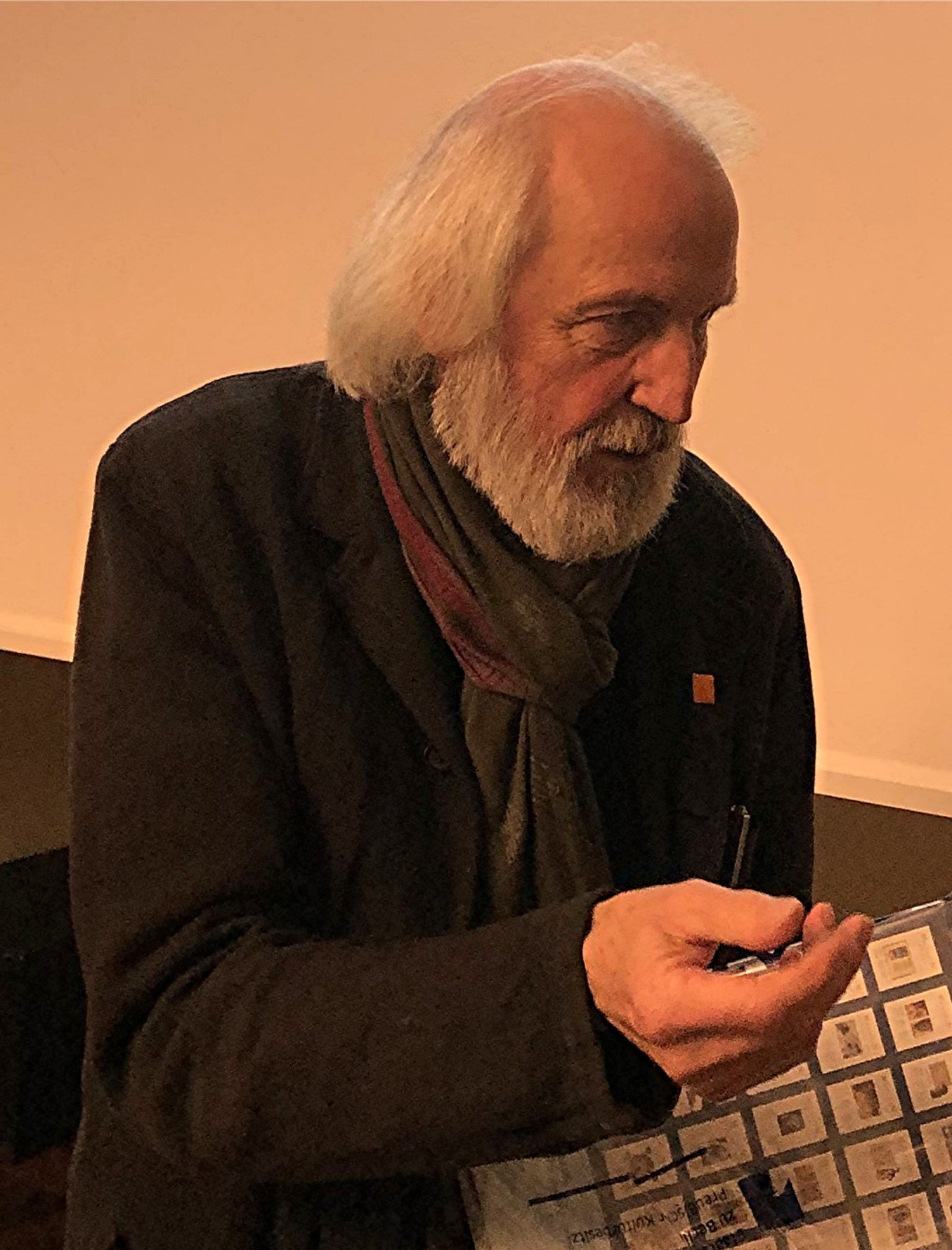
Manfred Schlüter bei der Veranstaltung „Fantastische Literatur illustrieren. Gesprächsabend mit Daniela Chudzinski und Manfred Schlüter“ am 3. November 2023 in der Staatsbibliothek zu Berlin

Manfred Schlüter (* 16. Januar 1953 in Kellinghusen) ist ein deutscher Autor, Illustrator und freier Künstler (Malerei, Grafik, Objekt).

## Leben und Wirken
Manfred Schlüter erlernte den Beruf des Tiefdruckretuscheurs in Itzehoe, studierte Grafik-Design in Hamburg.
Seit 1979 fertigt er Bilder für Bücher und hat u. a. Texte von Michael Ende, Boy Lornsen und Achim Bröger illustriert. Als 1991 Das Kuddelmuddelbuddelbuch herausgegeben wurde, zu dem er erstmals neben den Bildern auch einen eigenen Text verfasst hatte, kommentierte das Paul Maar wie folgt: „Ab jetzt erwarten wir weitere Erzeugnisse auch vom SCHRIFTSTELLER Schlüter!“. Und so veröffentlicht Schlüter seither auch eigene Gedichte und Geschichten. Bücher mit seinen Bildern und Texten sind in Dänemark, Norwegen, Schweden, Finnland, in den Niederlanden, in Großbritannien, Frankreich, Japan, China, Taiwan und Südkorea erschienen und wurden mehrfach ausgezeichnet. Seine zahlreichen Veröffentlichungen zur Kinder- und Jugendliteratur erschienen u. a. bei Oetinger und im Thienemann Verlag. Seit 2013 legt er auch Neuausgaben vergriffener Titel in der Edition Gegenwind vor.
Er ist Mitglied im Künstlerbund Steinburg im Bundesverband Bildender Künstlerinnen und Künstler.
Am 23. März 2023 hat Manfred Schlüter seine Korrespondenz (Briefe, Karten etc. an und von Jürgen Banscherus, Monika Feth, Herbert Günther, Sarah Kirsch, Irmgard Lucht, Paul Maar und anderen) sowie im Rahmen eines Gesprächsabends mit ihm am 3. November 2023 alle seine Arbeiten für Bücher (Skizzen, Entwürfe, Illustrationen) als Vorlass an die Staatsbibliothek zu Berlin übergeben.
Im Rahmen der 100-Jahr-Feier wurde er am 23. Juni 2024 als Mitglied des PEN-Zentrums Deutschland aufgenommen.
Manfred Schlüter lebt seit 1978 in Hillgroven in Dithmarschen, wo er von 2013 bis 2018 auch Bürgermeister war.

## Bibliographie

### Prosa

#### Bilder und Geschichten
- Und draußen ist die Welt – Bilder und Geschichten vom platten Land. Band 1. BoD, Norderstedt 2013. ISBN 978-3-7322-4721-9.
- Und draußen ist die Welt – Bilder und Geschichten vom platten Land. Band 2. BoD, Norderstedt 2013. ISBN 978-3-7322-4723-3.
- Und draußen ist die Welt – Bilder und Geschichten vom platten Land. Band 3. BoD, Norderstedt 2016. ISBN 978-3-8391-5266-9.
- Und draußen ist die Welt – Bilder und Geschichten vom platten Land. (Gesamtausgabe). Verlag Bibliothek der Provinz, Weitra 2022. ISBN 978-3-99126-121-6.

#### Erzählungen
- Das Perpezudum oder Wie der alte Morawitz das Perpetuum mobile erfand. Erzählung. Edition Gegenwind – BoD, Norderstedt, 2013. ISBN 978-3-7322-3195-9, (E-Book: EAN/ISBN 978-3-8482-7787-2.)

### Kinder- und Jugendliteratur

#### Bilderbücher (Text & Bilder)
- Das Kuddelmuddelbuddelbuch. C. Bertelsmann Verlag, München 1991, ISBN 3-570-07999-6.
- Kein Mensch hat was gemerkt. Thienemann Verlag, Stuttgart 1993, ISBN 3-522-43134-0.
- Wer ist denn da noch wach? Thienemann Verlag, Stuttgart 1995, ISBN 3-522-43176-6. (Hörspielfassung: Karussell, Hamburg 1999, ISBN 3-89765-916-6.)
- Der, Die, Das und Kunterbunt. Thienemann Verlag, Stuttgart 1996, ISBN 3-522-43216-9; Neuauflage: edition buntehunde, Regensburg 2011, ISBN 978-3-934941-70-0.
- Luzi ist ’ne Brillenschlange. Esslinger Verlag, Esslingen 1998, ISBN 3-480-20252-7.
- Manfred Schlüters ABC-Bande. (Dreigeteiltes Buch mit Bildern und Buchstaben). Thienemann Verlag, Stuttgart 1999, ISBN 3-522-43295-9.
- 24 Weihnachtsmänner. Verlag Friedrich Oetinger, Hamburg 2000, ISBN 3-7891-7115-8; Neuausgabe: Edition Gegenwind – BoD, Norderstedt, 2017, ISBN 978-3-7448-9397-8.
- Es war einmal ein kleiner Baum. Thienemann Verlag, Stuttgart 2003, ISBN 3-522-43448-X.
- Ich bin Ich und wer bist du? Thienemann Verlag, Stuttgart 2006, ISBN 3-522-43516-8.
- Herr Schwarz und Frau Weiß. Boje Verlag, Köln 2007, ISBN 978-3-414-82049-5; Neuauflage: edition buntehunde, Regensburg 2014, ISBN 978-3-934941-92-2.
- Der kleine Herr Jemine. Verlag Bibliothek der Provinz, Weitra 2017, ISBN 978-3-99028-682-1.

#### Erzählungen, Gedichte (Text & Bilder)
- SINA und das Kaff am Ende der Welt. Forlaget Kaleidoscope / Gyldendal, DK-Copenhagen 1997, ISBN 87-00-25226-3.

TB-Neuausgaben Ernst Klett Verlag, Stuttgart 2004, ISBN 3-12-676365-0; Edition Gegenwind – BoD, Norderstedt, 2013, ISBN 978-3-7322-3191-1 (E-Book: EAN/ISBN 978-3-8482-9492-3).
- Reime-Eimer – 8 × 8 Gedichte für kleine und große Menschen von 8 bis 88. Vorwort: Paul Maar. Boje Verlag, Köln 2006, ISBN 3-414-82009-9.
- Simsala Surium – Bilder, Gedichte & Geschichten, Edition Gegenwind – BoD, Norderstedt, 2014, ISBN 978-3-7322-9780-1 (E-Book: EAN/ISBN 978-3-7357-5477-6).
- Am Anfang, sagte der Apfel – etwas andere Geschichten von der Schöpfung von A bis Z. Verlag Bibliothek der Provinz, Weitra 2016, ISBN 978-3-99028-544-2.
- Na du?. Dreiunddreißig winzige Geschichten, zum laut und leise Lesen, zum Nach- und Weiterdenken, zum Innehalten. Verlag Bibliothek der Provinz, Weitra 2019, ISBN 978-3-99028-876-4.
- Guruku Gugukuru – Gedichte für Kinder und andere Menschen. Verlag Bibliothek der Provinz, Wien 2020, ISBN 978-3-99028-929-7.

#### Erzählungen (Text)
- Vom Fischer, der ein Künstler war – 30 kleine Geschichten für große Gedanken. Illustrationen: Alexandra Junge. mixtvision Verlag, München 2011, ISBN 978-3-939435-37-2.

#### Spiele
- Die Abc-Bande – ein lustiges Lesespiel rund ums Alphabet. Hase und Igel Verlag, Garching 2009, ISBN 978-3-86760-629-5.

### Kinder- und Jugendbuchillustrationen

#### Bilderbücher
- Michael Ende: Der Lindwurm und der Schmetterling. Noten: Wilfried Hiller. Thienemann Verlag, Stuttgart 1981, ISBN 3-522-41650-3.

Neue Ausgabe mit anderen Bildern. Thienemann Verlag, Stuttgart 2005, ISBN 3-522-43495-1.
- Michael Ende: Tranquilla Trampeltreu, die beharrliche Schildkröte. Noten: Wilfried Hiller. Thienemann Verlag, Stuttgart 1982, ISBN 3-522-41750-X.

Taschenbuchausgabe ohne Notensatz: Carlsen Verlag, Hamburg 2006, ISBN 3-551-35575-4; Lizenzausgabe ohne Notensatz: Weltbild Verlag, Augsburg 2008, ISBN 978-3-8289-6117-3.
- Michael Ende: Norbert Nackendick oder Das nackte Nashorn. Thienemann Verlag, Stuttgart 1984, ISBN 3-522-42060-8.
- Winfried Wolf: Der Traumbaum.  Nord-Süd Verlag, CH-Gossau 1987, ISBN 3-85825-293-X.
- Achim Bröger: Der rote Sessel. Thienemann Verlag, Stuttgart 1988, ISBN 3-522-42420-4.
- Achim Bröger: Ich kann nicht einschlafen. Thienemann Verlag, Stuttgart 1991, ISBN 3-522-43111-1; TB-Ausgabe: Thienemann Verlag, Stuttgart 1993, ISBN 3-522-43144-8.

#### Erzählungen, Gedichte
- Irmelin Sandman Lilius: König Tulle. Thienemann Verlag, Stuttgart 1980
- Boy Lornsen: Klaus Störtebeker – Gottes Freund und aller Welt Feind. Thienemann Verlag, Stuttgart 1980
- Boy Lornsen: Williwitt und Fischermann. Arena Verlag, Würzburg 1982
- Boy Lornsen: Williwitt und der große Sturm. Arena Verlag, Würzburg 1983.
- Boy Lornsen: Williwitt und Vogelmeier. Arena Verlag, Würzburg 1984.
- Boy Lornsen: Wasser, Wind und Williwitt. Arena Verlag, Würzburg 1983.
- Achim Bröger: Spätschichttage sind Spaghettitage. Arena Verlag, Würzburg 1985.
- Jürgen Banscherus: Keine Hosenträger für Oya. Arena Verlag, Würzburg 1985
- Hans Baumann: Pony Purr macht große Sprünge. Arena Verlag, Würzburg 1985
- Boy Lornsen: Traugott und das Wildschwein. Arena Verlag, Würzburg 1985.
- Boy Lornsen: Nis Puk in der Luk. Verlag Friedrich Oetinger, Hamburg 1985.
- Hans Baumann: Der Schatz auf der Dracheninsel. Thienemann Verlag, Stuttgart 1985.
- Sarah Kirsch, Doris Lessing, Axel Eggebrecht u. a.: Landkatzen – ein immerwährender Geburtstagskalender. Fotos: Olaf Plotz. Edition Katzenvilla, Kellinghusen 1985
- Wolfgang Ecke: Das Geheimnis der 13 Diamanten. Otto Maier Verlag, Ravensburg 1986
- Knister: Die Reiter des eisernen Drachen. Arena Verlag, Würzburg 1986
- Fried Noxius: Lasst euch den Mond nicht rauben. Ensslin Verlag, Reutlingen 1986
- Willi Fährmann: Meine Oma war Erfinderin. Arena Verlag, Würzburg 1986
- Willi Fährmann: Meine Oma ging aufs Eis. Arena Verlag, Würzburg 1987.
- Jürgen Banscherus: Das Dorf in den Zitronenbergen. Arena Verlag, Würzburg 1987.
- Boy Lornsen: Jakobus Nimmersatt – Pfoten weg vom Donnerwald. Thienemann Verlag, Stuttgart 1987; Neuauflage mit anderen Bildern: Hase und Igel Verlag, Garching 2005.
- Sigrid Heuck: Western Lizzy. Otto Maier Verlag, Ravensburg 1987
- Boy Lornsen: Seenotkreuzer Adolph Bermpohl. Fotos: Hans-Herbert Lemke, Boyens Verlag, Heide 1987.
- Boy Lornsen: Nis Puk – Mit der Schule stimmt was nicht. Verlag Friedrich Oetinger, Hamburg 1988.
- Janni Howker: Der Dachs auf dem Hausboot. Otto Maier Verlag, Ravensburg 1988
- Pearl S. Buck: Frau Star. Otto Maier Verlag, Ravensburg 1988
- Boy Lornsen: Die Möwe und der Gartenzwerg – Wie groß ist die Welt? Thienemann Verlag, Stuttgart 1989.
- Tilman Röhrig: Kater Muck trägt keine Stiefel. Arena Verlag, Würzburg 1989
- Boy Lornsen: Nis Puk und die Wintermacher. Verlag Friedrich Oetinger, Hamburg 1994.
- Boy Lornsen: Der Tintenfisch Paul Oktopus. Boje Verlag, Köln 2009.
- Uwe-Michael Gutzschhahn: Die Muße der Mäuse – Gedichte. Elif Verlag, Nettetal 2018, ISBN 978-3-946989-11-0
- Uwe-Michael Gutzschhahn: Mäusekino – Ein Versfest für Kinder. Elif Verlag, Nettetal 2020, ISBN 978-3-946989-29-5
- Uwe-Michael Gutzschhahn: Der Name des Glücks. Elif Verlag, Nettetal 2023, ISBN 978-3-946989-76-9

### Sachbuch
- Hillgroven – Eine Reise durch die Zeit, durch das Dorf und durch die Welt. Texte und Bilder. Eigenverlag, Hillgroven 2012 (5. Aufl. 2015).

## Auszeichnungen
- 1981: Die schönsten Bücher des Jahres. Stiftung Buchkunst für Der Lindwurm und der Schmetterling
- 1983: Friedrich-Hebbel-Preis
- 1995: Stipendium im Künstlerhaus Edenkoben
- 1995: Buch des Monats. Deutsche Akademie für Kinder- und Jugendliteratur in Volkach für Wer ist denn da noch wach?.
- 1995: Wer ist denn da noch wach? in der Auswahlliste für den Heinrich-Wolgast-Preis
- 1996: Gustav-Heinemann-Friedenspreis (Empfehlungsliste) für Der, Die, Das und Kunterbunt
- 2002: Stipendium der Cranach-Stiftung, Lutherstadt Wittenberg
- 2003: Buch des Monats.  Deutsche Akademie für Kinder- und Jugendliteratur in Volkach für Es war einmal ein kleiner Baum
- 2008: Friedrich-Bödecker-Preis
- 2011: Buch des Monats.  Deutsche Akademie für Kinder- und Jugendliteratur in Volkach für Vom Fischer, der ein Künstler war
- 2011: Kinderbuch-Couch-Star* sowie Kinderbuch des Monats August 2011 für Vom Fischer, der ein Künstler war[8]
- 2017: Kulturpreis des Kreises Dithmarschen[9]
- 2022: Empfehlungsliste zum Josef-Guggenmos-Preis für Kinderlyrik mit Guruku Gugukuru – Gedichte für Kinder und andere Menschen[10]